# Рісаль (провінція)
Рісаль — провінція Філіппін, розташована в регіоні Калабарсон на острові Лусон, всього за 16 км на схід від Маніли, столиці Філіппін. Провінція названа на честь Хосе Рісаля, одного з головних національних героїв Філіппін. Рісаль межує на заході з Манілою, на півночі з провінцією Булакан, на сході — з провінцією Кесон, на південному сході — з провінцією Лагуна. Провінція розташована на північному березі озера Лагуна-де-Бай, найбільшого озера в країні.
Рісаль є гірською провінцією, яка розташована на західних схилах південної частини гірського хребта Сьєрра-Мадре. Площа провінції становить 1 191,94 км2.
Столицею провінції є місто Антіполо. Близько 80 % населення є католиками.

## Міста-побратими
- Новий Тайбей, Тайвань[3]